# Шавник (община)
Община Шавник (на сръбски и черногорски: Општина Шавник или Opština Šavnik) е община в Черна гора. Административен център е град Шавник.

## Население
Населението в общината през 2011 година е 2 070 души.
| Етнос             | Брой  | Процент |
| ----------------- | ----- | ------- |
| черногорци        | 1 114 | 53,82%  |
| сърби             | 878   | 42,42%  |
| други             | 31    | 1,50%   |
| не се декларирали | 47    | 2,27%   |
| Общо              | 2 070 | 100%    |

## Галерия
- Изглед към града
- Изглед към река Буковица
- Изглед към река Шавник